# Queen Elizabeth's Men

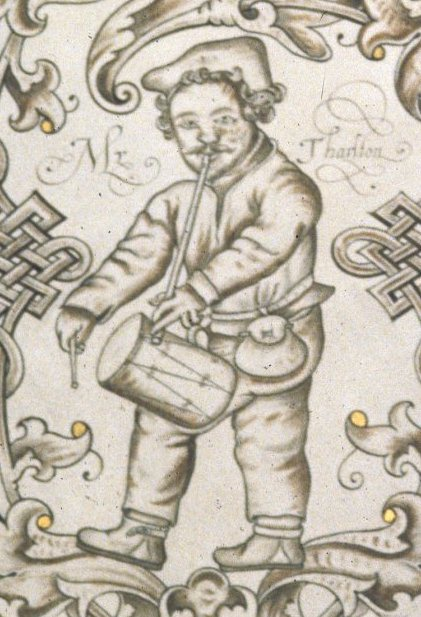
Richard Tarleton, een van de acteurs

Queen Elizabeth's Men was een Engels toneelgezelschap dat optrad in de bloeiperiode van het Engels renaissancetheater. Het gezelschap werd in 1583 opgericht in opdracht van koningin Elizabeth I zelf. Het stond bekend onder de naam Queen's Men, wat overigens ook gold voor de latere groepen Queen Anne's Men en Queen Henrietta's Men.
Aan de oprichting lagen waarschijnlijk politieke motieven ten grondslag. Vele gezelschappen die het beschermheerschap genoten van een edelman beconcurreerden elkaar hevig om de gunst van de koningin, waaronder Leicester's Men van Robert Dudley en Oxford's Men van Edward de Vere. Om de zaken, en ook het publieke theater, dat nog weleens voor opstandjes zorgde, in toom te houden kreeg Edmund Tilney, de Master of the Revels (de ceremoniemeester die belast was met het opzicht over evenementen aan het hof en ook de censuur over het publieke theater kreeg toebedeeld) de opdracht een nieuw gezelschap voor haar samen te stellen. Hij deed dit samen met de invloedrijke staatsman Sir Francis Walsingham, die ging over de personeelszaken. Deze wist de beste acteurs aan te trekken uit verschillende andere gezelschappen, waaronder Leicester's Men, Oxford's Men en Sussex's Men. Het gezelschap werd ook zodanig aangestuurd dat het alleen 'politiek correcte' stukken speelde, die niet tot controverses zouden leiden.
Behalve aan het hof mochten de Queen's Men spelen op twee plaatsen in Londen in zogeheten 'inn-yard theatres', de traditionele oorspronkelijke locaties gelegen op de binnenplaats van een herberg. Later bespeelden zij ook The Theatre, The Curtain en The Rose. Optredens aan het hof vonden voornamelijk in de winter plaats, 's zomers reisden zij door het land.
Het gezelschap speelde gedurende een decennium een dominante rol in het Londense theaterleven, maar werd op den duur overvleugeld door de Admiral's Men met steracteur Edward Alleyn.
In 1594 werd het gezelschap ontbonden. De acteurs vonden emplooi bij verschillende andere gezelschappen.